# 曁艶
曁 艶（き えん、? - 224年）は、中国三国時代の呉の政治家。字は子休。揚州呉郡呉県の人。

## 生涯
以前に曁艶の親が罪を犯していたため、親子とも平民に落とされていた。しかし朱治の推挙で官に戻ったという。
同郡出身の張温の推薦で孫権に仕え、選曹郎に抜擢された後、やがて選曹尚書にまで昇進した。曁艶は自尊心が強く激しい性格で、人物批評を好んで行なった。
当時、郎官の役職にあった者たちには人品芳しくない者が多かった。曁艶は選曹郎の徐彪と共に、大部分が不適任な人材である事を観てとり、百官達の落ち度を容赦なく指摘し、ほとんどの者たちを降格させようと選別した。元の役職に留まれた者は十人に一人もいなかったという。また汚職に手を染めていた者は、すべて軍吏に左遷して追放した。更に丞相の孫邵を張温と共に弾劾して一時失脚に追い込んでいる。このような処置に対し陸遜・陸瑁・朱拠などが強烈に諌めたが、曁艶は全く聞かなかった。
このような処置を恨んだ官僚たちは「曁艶らは自分の気持ちに任せて人事を専断し、他人に与える恩恵と処罰も公平な道理に基づいていない」などと、罪を並べ立てて弾劾した。 このため孫権は、孫邵失脚の件と合わせて大いに怒り、駱統や陸瑁の諌めも聞かずに、曁艶と徐彪を罪に問い失脚させた。曁艶と徐彪の二人は自殺に追い込まれたという。
また張温も、曁艶・徐彪らと結託して彼らの専横を陰から扇動した黒幕であったとされてしまい、一族と共に左遷された。
曁艶の事件は、十数年後に呂壱の件において、再び似た形として表れることになった。